# キム・ミョンガン
キム・ミョンガン（金 明觀、1950年 - ）は在日コリアンの性人類学者。医師ではなく博士号の有無も不明だが、英語圏のメディアで"Dr Kim Myong-Gan"と紹介されることがある。

## 経歴
在日2世として兵庫県神戸市長田区に生まれる。1975年から1989年まで京都精華大学短期大学部非常勤講師（担当は文化人類学と韓国語）。この間、1983年7月、指紋押捺を拒否して外国人登録法違反容疑で逮捕される。1990年頃から『週刊ビッグコミックスピリッツ』『ポパイ』などで、愛と性に関する執筆活動を開始した。1996年から2001年まで和光大学表現学部非常勤講師（担当は一般教養科目「性・戸籍・市民権・国籍」）。1999年、性に関する教育と相談を行う「相談所 せい」を設立した。その後、セックスレスや高齢処女などに悩む女性たちにボランティアでセックスを行う「せい奉仕隊」を結成したが、「不倫の推奨」「売春の斡旋」と批判された。
2010年、サンフランシスコ講和条約発効に伴い、1952年に自らが日本国籍を失ったことに異議を申し立てて、日本国を提訴。一審で全面敗訴し、東京高裁で控訴棄却。2012年12月12日、最高裁で上告棄却となり、敗訴が確定した。
漫画家の槇村さとると事実婚の関係にある。